# Hexadaktylie

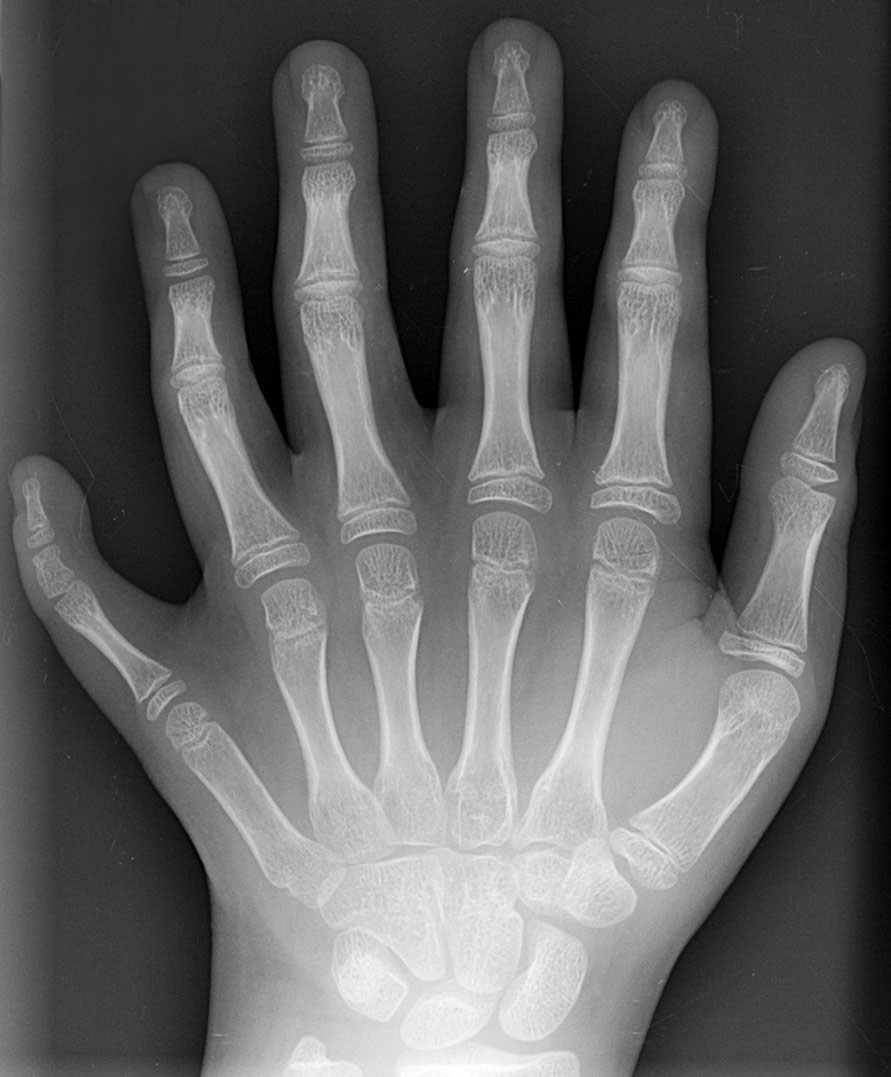
Hexadaktyle Hand

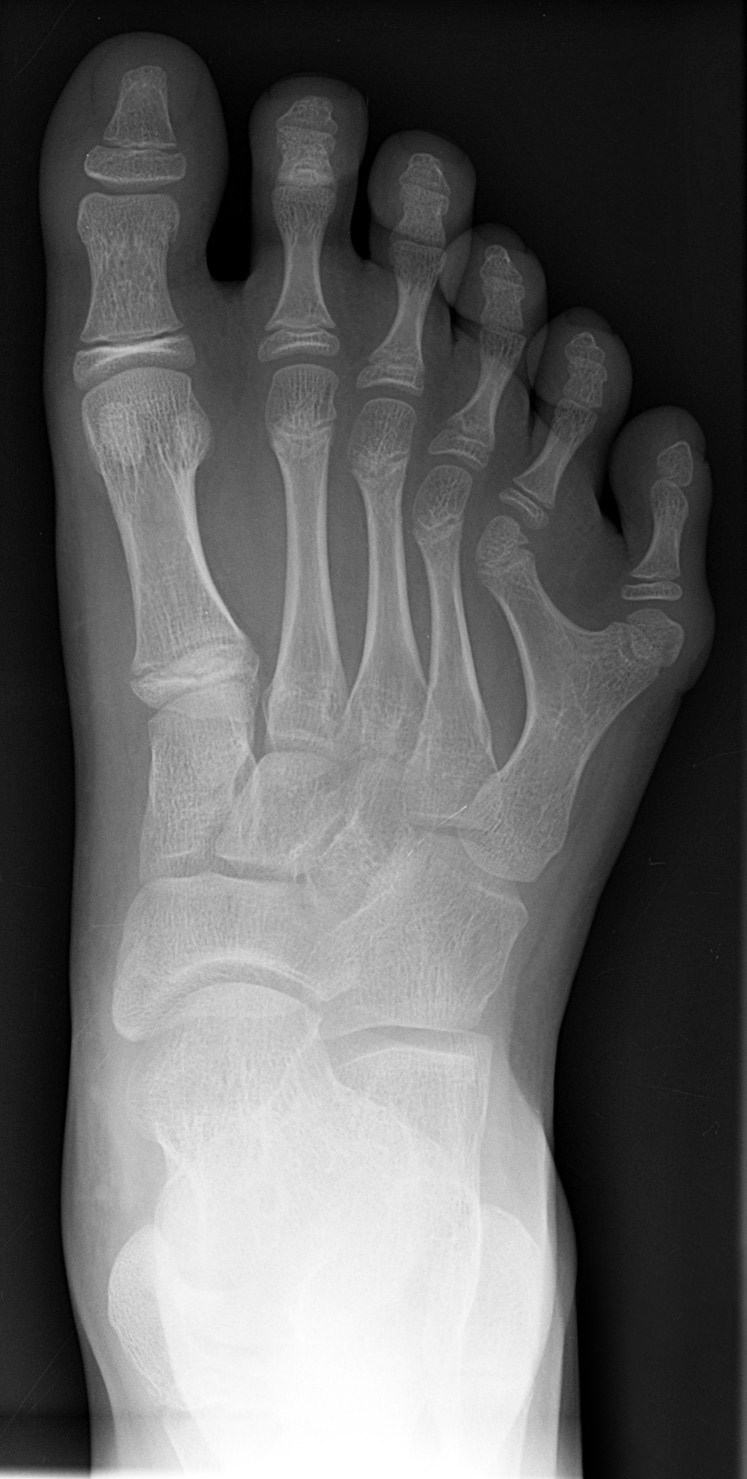
Hexadaktyler Fuß

Das Vorliegen von sechs Fingern an einer Hand oder von sechs Zehen an einem Fuß wird als Hexadaktylie (von altgriechisch ἕξ hex ‚sechs‘ und δάκτυλος dáktylos ‚Finger‘) bezeichnet. Die Hexadaktylie zählt zur Gruppe der Polydaktylien.
Bei jeweils mehr als zehn Syndromen zählt eine Hexadaktylie der Hände (Hexacheirodaktylie) bzw. eine Hexadaktylie der Füße (Hexapododaktylie) zu den Symptomen, die den Phänotyp auffallend häufig mitbestimmen.
Zu dieser Gruppe der Syndrome zählen z. B.
- Bardet-Biedl-Syndrom
- C-Syndrom
- Dysostosis acrofacialis (Weyers)
- Eaton-McKusick-Syndrom
- Ellis-van-Creveld-Syndrom (Chondroektodermale Dysplasie)
- Basalzellnävus-Syndrom
- Meckel-Gruber-Syndrom
- Pätau-Syndrom (Trisomie 13)
- Simpson-Golabi-Behmel-Syndrom
- Smith-Lemli-Opitz-Syndrom
- Weyers-Oligodaktylie-Syndrom